# Sankt Kollmann (Gemeinde Schildorn)
Sankt Kollmann ist ein Dorf im Innviertel von Oberösterreich wie auch Ortschaft und Katastralgemeinde der Gemeinde Schildorn im Bezirk Ried im Innkreis. Ortsteile heißen Winkl und bilden eine eigenständige Ortschaft.

## Geographie
Der Ort befindet sich etwa 10 Kilometer südlich von Ried im Innkreis, am Nordrand des Hausruck-und-Kobernaußerwald-Zuges zum Innviertler Hügelland.
Das Dorf St. Kollmann liegt knapp 3 Kilometer südlich des Orts Schildorn, am Kronawittbach, einem kleinen Nebengewässer der Oberach (über die Antiesen bei Ried zum Inn) auf um die 520 m ü. A. Höhe, schon am Rand des Waldgebietes Hausruck–Kobernaußerwald.
Die Ortschaft Sankt Kollmann umfasst etwa 30 Gebäude mit 80 Einwohnern. Die nordöstlichen vier Häuser, einschließlich des abgelegeneren Hofs Hnr. 15, heißen aber Winkl und bilden mit etwa einem Dutzend Einwohnern eine eigene Ortschaft.
Zur umfassenderen Katastralgemeinde St. Kollmann mit 469,2 Hektar gehört das südliche Gemeindegebiet, neben Sankt Kollmann und Winkl auch die Ortschaften Rendlberg und Kronawitten talauswärts,  Streit nordwestlich am Riedel oberhalb, Wolfersberg taleinwärts sowie Lehen (mit Gaisedt) und Schmidsberg gegen den Hausruckkamm südöstlich.

### Nachbarorte
|                                                            | Schildorn (KG) Ebersau (O) Rendlberg (O)                       |                                      |
| Streit (O) Voglhaid (KG) Wirglau (O) (beide Gem. Waldzell) | Kompassrose, die auf Nachbargemeinden zeigt                    | Hartlhof (KG, Gem. Pramet) Lehen (O) |
| Wolfersberg (O)                                            | Hintersteining (KG, Gem. Frankenburg a. Hk., Bez. Vöcklabruck) |                                      |

## Geschichte und Sehenswürdigkeiten
Der Name kommt vom Heiligen Koloman, einem irischen Wallfahrer und Schutzheiligen auch für Reisende, der bei den Babenbergern um das Jahr 1000 beliebt wurde und ab 1244 österreichischer Landespatron (bis 1663) war. Das verweist vielleicht auf relativ frühe Wurzeln. 1581 wurde der St. Colmansteig genannt, auf dem der Kaplan von Waldzell, der seinerzeitigen Pfarre, zum heutigen Dorf messlesen ging.
Heute hat der Ort keine Kirche mehr.
Die Muttergottesstatue der ehemaligen Kirche soll sich in der Bergbauernkapelle in Litzlham befinden. Eine Kapelle gibt es beim Bauer in Leiten, die Moserkapelle von 1890.
Anfang des 19. Jahrhunderts wurde die Steuergemeinde St. Kollmann begründet.
Das ursprünglich zu St. Kollmann gehörige Rödt bachabwärts hinter Kronawitten kam bei der Bildung der Gemeinde Pramet 1884 zu jener.
Bei der Adressreform der Gemeinde am 1. Juli 2008 bekam der Ort neue Hausnummern. Die alten waren noch dem System der Konskriptionsnummern gefolgt und unübersichtlich geworden. Dabei wurden Winkl wie auch  Streit und
Lehen jeweils oberhalb eigenständige Ortschaften (mit entsprechender Adresse).
|              | Kgr. Bay. | Krld. Österr. o.d.Enns (Österr.- Ugrn.) | Bld. Oberösterreich (Rep. Österr.) | Bld. Oberösterreich (Rep. Österr.) | Bld. Oberösterreich (Rep. Österr.) | Bld. Oberösterreich (Rep. Österr.) | Bld. Oberösterreich (Rep. Österr.) | Bld. Oberösterreich (Rep. Österr.) | Bld. Oberösterreich (Rep. Österr.) |
|              | 1811      | 1869                                    | 1951                               | 1961                               | 1971                               | 1981                               | 1991                               | 2001                               | 2011                               |
| St. Kollmann | 58        | 105                                     | 88                                 | 92                                 | 99                                 | 95                                 | 104                                | 109                                | 82                                 |
| Winkl        | 58        | 105                                     | 88                                 | 92                                 | 99                                 | 95                                 | 104                                | 109                                | 12                                 |
| St. Kollmann | 10        | 21                                      | 19                                 | 19                                 | 19                                 | 21                                 | 26                                 | 31                                 | (26)                               |
| Winkl        | 10        | 21                                      | 19                                 | 19                                 | 19                                 | 21                                 | 26                                 | 31                                 | (4)                                |

ab 2008: ohne Lehen (2008/11: 26–4), Streit (2008/11: 17–3); Gebäudestand für 2011 ist von 2008